# Zwartkopzaadkraker
De zwartkopzaadkraker of pikolet (Sporophila angolensis synoniem: Oryzoborus angolensis) is een vogelsoort uit de familie Thraupidae (tangaren).

## Verspreiding en leefgebied
De soort telt twee ondersoorten:
- S. a. torridus: Trinidad en Tobago, oostelijk Colombia, Venezuela, de Guyana's, het noordelijk en westelijk Amazonebekken.
- S. a. angolensis: van noordelijk Bolivia tot oostelijk Brazilië, Paraguay en noordoostelijk Argentinië.